# Марк Ут
Марк Ут (нім. Mark Uth, нар. 24 серпня 1991, Кельн) — німецький футболіст, нападник клубу «Кельн».

## Ігрова кар'єра

### «Кельн»
Ут почав займатися футболом у клубі «Tus Langel», маленькому клубі, розташованому в Кельні. У 2004 році Марк підписав контракт з «Кельном». Два роки провів у фарм-клубі «Вікторія Кельн», потім повернувся в головну команду. Однак пробитися в основний склад не вдалося, і Ут був відправлений у другу команду, яка виступала у Регионаллізі. Після хорошого сезону там, був знову переведений в головну команду, але не зіграв жодного матчу.

### «Геренвен» та оренда в «Гераклес»
10 травня 2012 року Марк Ут підписав трирічний контракт з голландським футбольним клубом «Геренвен», який виступав у Ередивізі. Через півроку Ут був відданий в оренду в клуб «Гераклес», за який він забив 8 м'ячів, а 28 вересня 2013 року, нападник оформив хет-трик, у ворота клубу Валвейк. Повернувшись у «Геренвен» перед сезоном 2014/15 Ут продемонстрував вражаючу результативність: за 36 матчів він забив 20 м'ячів і зробив 10 гольових передач.

### «Гоффенгайм»
У липні 2015 року, Марк Ут повернувся на батьківщину. Він підписав контракт з клубом «Гоффенгайм 1899», сума угоди склала 3 млн євро. Контракт підписаний строком на 3 роки. Свій перший гол за новий клуб забив 5 грудня 2015 року в матчі проти клубу «Інгольштадт 04». 20 лютого 2016 року в матчі проти «Майнца» оформив свій перший «дубль» за «Гоффенгайм». Всього за свій перший сезон Ут зіграв 25 матчів і забив 8 голів.
Сезон 2016/17 почав з забитого голу в матчі 1-го туру чемпіонату Німеччини проти «РБ Лейпциг». Всього за сезон він зіграв 23 матчі і забив 8 голів.
9 вересня 2017 року оформив переможний дубль в матчі з мюнхенською «Баварією».

### «Шальке 04»
У січні 2018 року погодився влітку на правах вільного агента стати гравцем «Шальке 04».

### «Кельн»
4 травня 2025 року Ут оголосив, що завершить кар'єру професійного футболіста наприкінці поточного сезону.

## Збірна
Він дебютував у складі збірної Німеччини до 20 років 6 вересня 2010 року в грі проти однолітків з Швейцарії (3:2), замінивши Дженка Тосуна на 65 хвилині. Більше за молодіжні збірні не грав.